# Там, за горизонтом
«Там, за горизо́нтом» — советский двухсерийный художественный фильм 1975 года, производственная драма. Второй завершающий фильм авиационной кинодилогии, начатой фильмом «За облаками — небо» (1973).

## Сюжет
Пришедший на авиационный завод молодой инженер Дмитрий Жерехов (Юрий Богатырёв) пытается доказать директору, что необходимо переходить на новые методы организации производства. Его поддерживает и опытный испытатель Алексей Седых, и инженер-испытатель Людмила Руднева. Дмитрий нравится Людмиле, но его жёсткость и рационализм усложняют их отношения.

## В ролях
- Юрий Богатырёв — Дмитрий Жерехов
- Елена Чухрай — Людмила Руднева
- Анатолий Солоницын — Бочажников
- Всеволод Санаев — Викентий Кириллович
- Владислав Дворжецкий — Сергей Руднев
- Олег Ефремов — профессор
- Лариса Малеванная — Полина
- Юрий Назаров — Степан Жерехов
- Геннадий Сайфулин — Алексей Седых
- Сергей Никоненко — Саенко
- Игорь Ясулович — Корецкий
- Юрий Каюров — заместитель министра
- Клара Лучко — Зинаида Бочажникова
- Юрий Демич — Сергей
- Вера Лескова — Лена
- Борис Голдаев — Фокин
- Виктор Рождественский — Алексей Степанович

## Съёмочная группа
- Режиссёр: Юрий Егоров
- Авторы сценария: Юзеф Принцев, Юрий Егоров
- Оператор: Евгений Давыдов
- Композитор: Марк Фрадкин
- Художник-постановщик: Игорь Бахметьев
- Звукорежиссёр: Николай Озорнов
- Текст песен: Роберт Рождественский